# Al Christie
Al Christie (ur. 26 listopada 1881, zm. 14 kwietnia 1951) – kanadyjski reżyser scenarzysta i producent filmowy.

## Filmografia
producent
- 1915: Mrs. Plum's Pudding
- 1917: A Two-Cylinder Courtship
- 1920: Wedding Blues
- 1924: Step Fast
- 1933: Techno-Crazy
- 1942: Framing of the Shrew

scenarzysta
- 1912: The Lost Address
- 1914: A Lucky Deception
- 1915: When Three Is a Crowd
- 1917: Almost a Scandal
- 1921: Money Talks

reżyser
- 1912: The Lost Address
- 1914: In Taxi 23
- 1916: Never Again Eddie!
- 1919: He Married His Wife
- 1927: Meet the Folks
- 1940: Half a Sinner

## Wyróżnienia
Posiada swoją gwiazdę na Hollywoodzkiej Alei Gwiazd.